# Hildebrandtia (kikkers)
Hildebrandtia is een geslacht van kikkers uit de familie Ptychadenidae. De groep werd voor het eerst wetenschappelijk beschreven door Fritz Nieden in 1907. De geslachtsnaam Hildebrandtia is een eerbetoon aan Johann Maria Hildebrandt.
Er zijn drie soorten die voorkomen in tropisch en subtropisch Afrika.

## Taxonomie
Geslacht Hildebrandtia
- Soort Hildebrandtia macrotympanum
- Soort Hildebrandtia ornata
- Soort Hildebrandtia ornatissima